# Marisa Volpi
Marisa Volpi (née le 19 août 1928 à Macerata, et morte le 13 mai 2015 à Rome) est une historienne de l’art, critique d’art et femme de lettres italienne.

## Biographie
Marisa Volpi étudie à Florence avec l'historien de l’art Roberto Longhi et enseigne à l’université de Cagliari et à l’université La Sapienza de Rome. Comme historienne de l'art, elle couvre tant l’art moderne des XVIIe et XVIIIe siècles que l’art contemporain, avec des essais sur l’impressionnisme, le symbolisme, l’expressionnisme, l’art abstrait et l’art informel.
Dans les années 1960 et 1970, elle publie de nombreux articles critiques dans des magazines et journaux. Depuis 1978, elle a publié une douzaine de livres de fiction, avec des histoires ayant pour sujet des épisodes de la vie d’artistes tels que Berthe Morisot, Arnold Böcklin, Edgar Degas.
En 1986, elle reçoit le Prix Viareggio pour Il maestro della betulla.

## Œuvres traduites en français
- La Maison de la rue Tolmino, [« La casa di via Tolmino »], trad. de Marc Fontana, La Tour d’Aigues, France, Éditions de l’Aube, coll. « Choses d'Italie », 1994, 70 p.  (ISBN 2-87678-144-1)
- Cavalier sans destin, suivi de  Aux trois boucs, [« Cavaliere senza destino »], trad. de Françoise Malettra, Arles, France, Actes Sud, coll. « Un endroit où aller », 1996, 110 p.  (ISBN 2-7427-0669-0)